# Goldblechkegel von Avanton

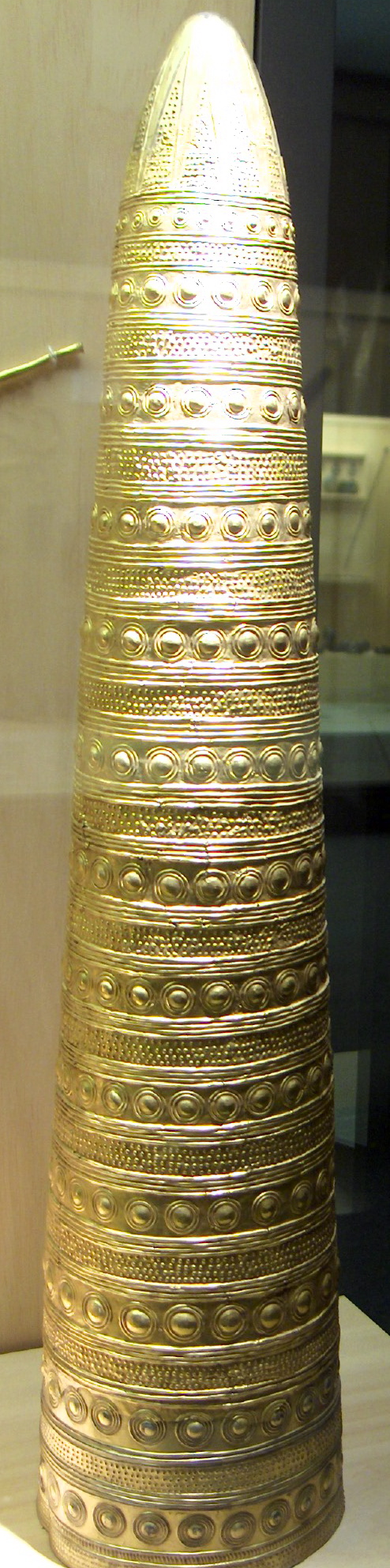
Goldblechkegel von Avanton

Der Goldblechkegel von Avanton (französisch Cône d’Avanton, auch Cône d’Or d’Avanton) ist ein bronzezeitliches Artefakt aus dünnem Goldblech. Es gehört zu einer Gruppe von bisher vier bekannten, kegelförmigen Goldhüten aus der Bronzezeit, die im Verlauf des 19. und 20. Jahrhunderts im süddeutschen Raum (Berliner Goldhut, Goldener Hut von Schifferstadt, Goldblechkegel von Ezelsdorf-Buch) und Frankreich in unterschiedlichen Erhaltungszuständen gefunden wurden. 

## Beschreibung
Der Goldblechkegel wurde 1844 bei Feldarbeiten in der Nähe des Dorfes Avanton, etwa 12 km nördlich von Poitiers ausgegraben. Der keltische Stamm der Piktonen hatte hier sein Siedlungsgebiet. Das Objekt war beschädigt; ein Vergleich mit anderen Funden deutet darauf hin, dass ein Teil (der Rand) fehlt. Das Oberteil des Goldhutes ist 55 cm lang und wiegt 285 g. Die Kalotte mit Krempe ist entweder bei der Auffindung verloren gegangen oder der Gegenstand wurde fragmentiert vergraben. In Form und Ornamentik gleicht er dem Goldblechkegel von Ezelsdorf-Buch, der ebenfalls oben ein aus Dreiecken gebildetes Sternmuster aufweist. 
Der Goldblechkegel diente als äußere Schmuckverkleidung einer langschäftigen Kopfbedeckung mit Krempe, die vermutlich aus organischem Material bestand und das außenliegende, dünne Goldblech stabilisierte. Man geht heute davon aus, dass die Goldhüte als religiöse Insignien von Göttern bzw. von Priestern eines in der späten Bronzezeit in Zentraleuropa verbreiteten Sonnenkultes dienten. Diese Auffassung wird durch die bildliche Darstellung eines als Kegelhut interpretierten Gegenstands auf einer Steinplatte aus dem Grab von Kivik in Schonen, Südschweden, in eindeutig religiös-kultischem Zusammenhang untermauert.

## Verbleib
Der Cône d’Avanton befindet sich im Musée d’Archéologie Nationale im Schloss Saint-Germain-en-Laye, in der Nähe von Paris.